# Pleomorphie
Als Pleomorphie oder Pleiomorphie (von altgriechisch πλέον (pleon) „mehr“ und μορφή (morphä) „Gestalt“) wird in der Biologie die Vielgestaltigkeit bestimmter Viren, Mikroorganismen oder Zellen mehrzelliger Organismen bezeichnet.
Viele Einzeller können ihre Zellform beispielsweise in Abhängigkeit von den Umgebungsbedingungen oder bestimmten Entwicklungsstadien verändern. Pleomorphien sind unter anderem von Corynebakterien, Brucellen, Azotobacter, Bacteroides, Arcanobacterium und anderen bekannt.
Aber auch einzelne Zellen mehrzelliger Organismen können pleomorph sein und ihr Erscheinungsbild verändern. Dies gilt auch für krankhaft veränderte Zellen, zum Beispiel für Tumorzellen.
Pleomorphie ist von der Theorie des Pleomorphismus zu unterscheiden.